# Wigtownshire

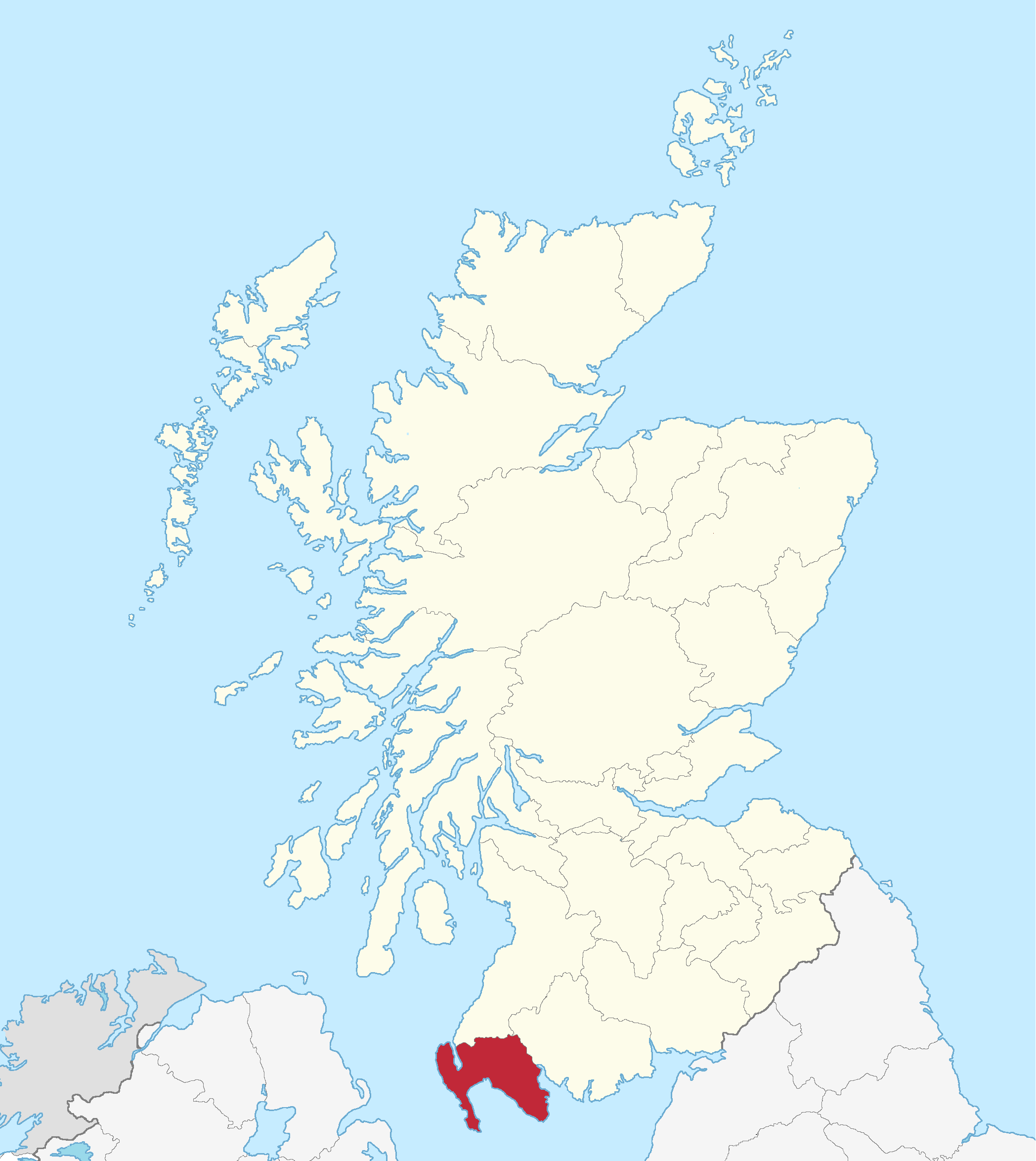
Wigtownshire

Le comté de Wigtown ou Wigtownshire (gaélique : Siorrachd Bhaile na h-Uige) et parfois West Galloway est un ancien comté dans le Sud-Ouest de l'Écosse. En tant que Wigtown, c'était une des régions de lieutenance d'Écosse avec pour chef-lieu historique la ville de Wigtown.
Jusqu'en 1975, le Wigtownshire était un comté.
Le point le plus au sud de l'Écosse, le Mull of Galloway se trouve dans le comté.

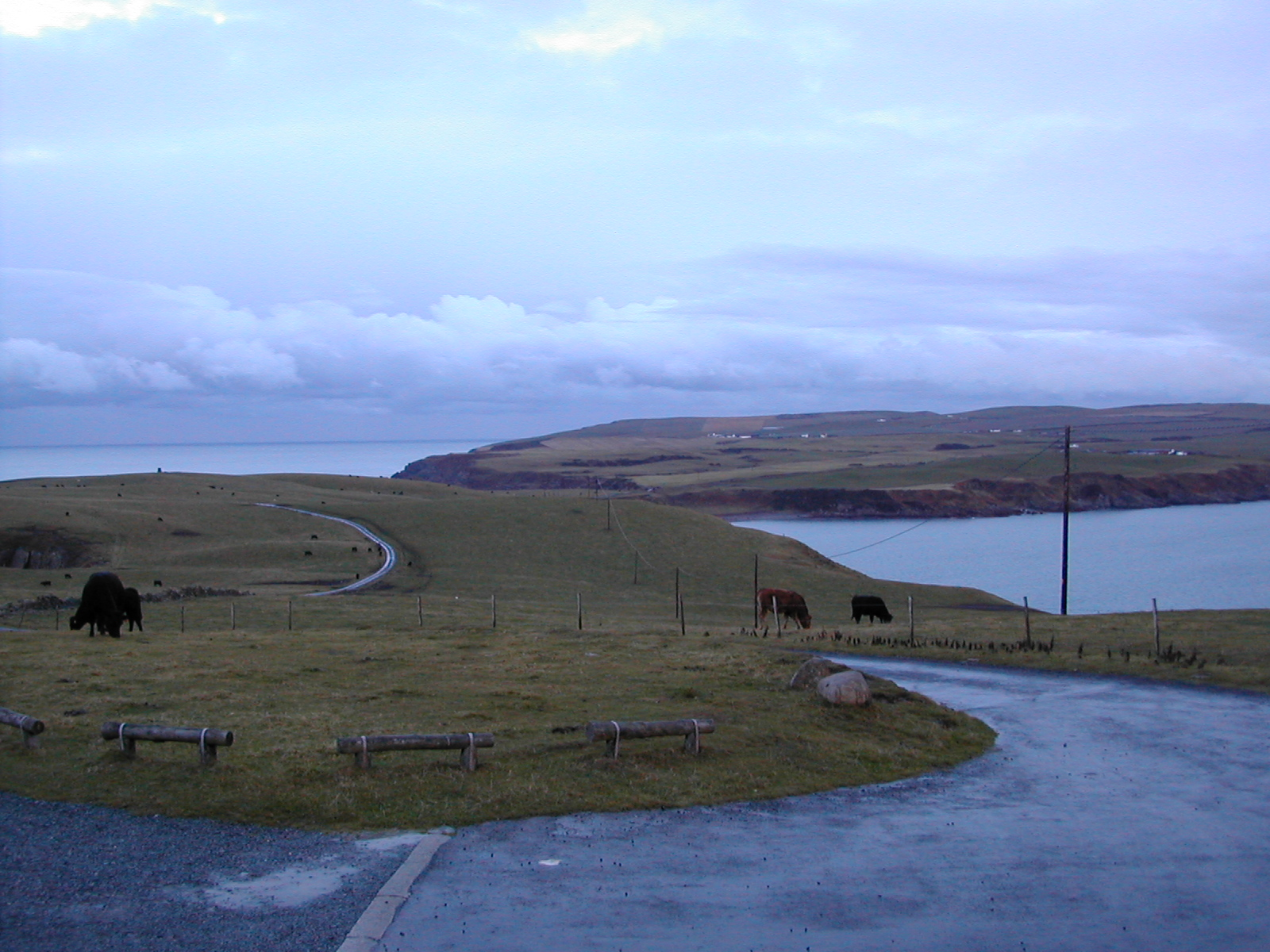
Le Mull of Galloway.